# Appendicula polita
Appendicula polita är en orkidéart som beskrevs av Johannes Jacobus Smith. Appendicula polita ingår i släktet Appendicula och familjen orkidéer. Inga underarter finns listade i Catalogue of Life.